# Батинешти (Вранча)
Батинешти (рум. Bătinești) насеље је у Румунији у округу Вранча у општини Цифешти. Oпштина се налази на надморској висини од 99 m.

## Становништво
Према подацима из 2002. године у насељу је живело 866 становника, од којих су сви румунске националности.